# منحنى دوران مجرة

منحنى دوران النجوم في مجرة مسييه 33 (النقاط الصفراء والزرقاء وحدود الخطأ)، والمنحنى الأبيض وهو المحسوب مع مراعاة كمية النجوم والمادة المضيئة. يعزى عدم التوافق بين المنحنيين إلى وجود مادة مظلمة لا نراها لا بد وأن تكون في الهالة المجرية (ولا يزال علماء الفيزياء يبحثون عنها).

منحنى دوران مجرة (بالإنجليزية: Galaxy rotation curve) هو توزيع سرعات النجوم في دورتها حول مركز مجرة. وهو عبارة عن رسم بياني يبين محوره الأفقي بعد نجم أو بعد سحابة غازية عن مركز مجرة، ويبين المحور الرأسي سرعة النجوم في مداراتها في القرص حول مركز المجرة.
فقد وجد بالمشاهدة أن السرعات الدورانية للنجوم في المجرات لا تتفق مع الحسابات المتبعة في تعيين سرعات الكواكب حول الشمس أو سرعات الكواكب حول نجم أو سرعات أقمار حول كوكب؛ حيث تتركز فيها معظم الكتلة في المركز. وعلى عكس ذلك، فتشاهد حركة النجوم حول مراكز مجراتها بسرعات تكاد تكون متساوية، بل أنها تزيد في بعض الأنظمة مع الابتعاد عن المركز.
هذا يختلف تماما مع حركة دوران الكواكب في أفلاكها حول الشمس، فإن سرعة الكواكب تقل كلما كان مدار الكوكب بعيدا عن الشمس.
ولكن حسابات سرعات النجوم حول مركز مجرة فهي لا تتفق مع كمية المادة المضيئة التي نراها لنجوم القرص حول مركز مجرة.
تدل المشاهدات على أن منحنى سرعة دوران النجوم في قرص مجرة حلزونية لا يكون متساويا. وعادة تحدد قيم السرعات المشاهدة لكل ناحية في مجرة على أساس متوسطاتها. ويظهر عدم التساوي في السرعات كظاهرة عادية وليست حالة خاصة.

## مشكلة دوران المجرات

مجرة دولاب الهواء، مجرة حلزونية تقليدية في كوكبة الدب الأكبر

مشكلة دوران المجرات تتعلق بعدم الانسجام بين الحركة الدورانية المشاهدة عمليا لمجرة مع الحسابات النظرية مع اعتبار وجود معظم الكتلة المضيئة في المركز. فعندما نقوم بحساب منحني سرعات النجوم عبر قرص مجرة حلزونية ونسبة الكتلة إلى كمية الضوء في القرص، فإن هذا الحساب النظري لا يتوافق مع السرعات المشاهدة بطريقة الرصد، ولا مع قانون الجاذبية. والحل لتلك المعضلة يجده العلماء في افتراض وجود مادة ثقيلة مظلمة وافتراض توزيعها بين مركز المجرة والهالة.

## الوصف
منحنى دوران المجرة القرصية (يُسمى أيضًا منحنى السرعة) هو انعطاف في السرعة الدائرية للنجوم المرئية أو الغاز في المجرة مقابل المسافة القطرية من مركز المجرة. منحنى دوران المجرات الحلزونية غير متناظر، لذلك فإن البيانات الرصدية من كل جانب من المجرة متوسطة في العموم. يظهر عدم التناظر في منحنى الدوران بأنه طبيعي بدلًا من أن يكون الاستثناء.
لا تتبع السرعات الدورانية للمجرات أو النجوم القواعد الموجودة في النظم المدارية مثل النجوم/الكواكب والكواكب/الأقمار التي تحتوي على أغلب كتلتها في المركز. تدور النجوم حول مركز مجراتها بسرعة متساوية أو متزايدة على مدى واسع من المسافة. وعلى العكس، السرعة المدارية للكواكب في النظم الكوكبية ومدارات الأقمار حول الكواكب تقل مع المسافة. في الحالة الثانية، يعكس ذلك توزيع الكتل خلال هذه النظم. تقديرات الكتلة الخاصة بالمجرات بناءً على الضوء المنبعث من المجرة منخفضة للغاية ولا تشرح السرعات المرصودة.
إن مشكلة دوران المجرة هي عدم التناسق بين منحنى الدوران المرصود والتوقعات النظرية، بافتراض وجود كتلة مركزية مرتبطة بالمواد المضيئة المرصودة. عندما تُحسب بيانات الكتلة الخاصة بالمجرات من توزيع النجوم في الأذرع الحلزونية ونسب الكتلة-إلى-الضوء في الأقراص النجمية، لا تتوافق مع الكتل المشتقة من منحنى الدوران المرصود وقانون الجاذبية. إن الحل لهذه المعضلة هو افتراض وجود المادة المظلمة وافتراض توزيعها من مركز المجرة حتى هالة المادة المظلمة.
يُعتبر وجود المادة المظلمة الشرح الأكثر قبولًا لمشكلة الدوران، هناك عدد من الاقتراحات الأخرى بدرجات مختلفة من النجاح. من البدائل الممكنة، تُعتبر ديناميكا نيوتن المعدلة واحدة من أكثر البدائل بروزًا، وتشمل تعديلات مقترحة على قانون الجاذبية.

## التاريخ
في عام 1932، أصبح هندريك يان أوت أول من يسجل قياسات النجوم في السحابة البينجمية المحلية مشيرًا إلى أنهم تحركوا بسرعة أكبر من المتوقع عندما افتُرض توزيع الكتلة بناءً على المادة المرئية، لكن هذه القياسات كانت خاطئة كما ظهر في ما بعد. في عام 1939، سجل هوراس بابكوك في أطروحته للدكتوراة قياسات منحنى الدوران لأندروميدا والذي اقترح أن نسبة الكتلة-إلى-الضوء تزيد قطريًا. نسب ذلك إلى امتصاص الضوء خلال المجرة أو إلى الديناميكا المعدلة في الجزء الخارجي من حلزونية المجرة وليس إلى أي شكل من المواد المفقودة. اتضح أن قياسات بابكوك تختلف بعمق مع البيانات الحديثة والتي نشرها في عام 1957 هينك فان هولست وزملاؤه، الذي درس M31 باستخدام تليسكوب 25 متر في دوينجيلو. أظهرت ورقة مقارنة نشرها مارتن شميت أن منحنى الدوران ربما يكون لائقًا بتوزيع الكتلة المسطحة بصورة أشد من الضوء. في عام 1959، استخدم لويس فولدرز نفس التليسكوب لإيضاح أن المجرة الحلزونية M33 لا تدور كما نتوقع أيضًا طبقًا لقوانين كيبلر للحركة الكوكبية.
وعن مجرة المغزل، كتب يان أوت أن «توزيع الكتلة في النظام يظهر أنه لا يرتبط بالضوء... يجد المرء أن النسبة بين الكتلة إلى الضوء في الأجزاء الخارجية من مجرة المغزل بنحو 250». في صفحة 302-303 من مقاله بالمجلة، كتب «يظهر أن النظام الضوئي المكثف بقوة مضمن في كتلة أكبر، وأقل أو أكثر تجانسًا ولها كثافة عالية» كما أنه يميل للاعتقاد أن هذه الكتلة ربما تكون نجوم شديدة الخفوت وقزمة أو غاز نجمي وغبار، ولكنه تعرف بوضوح على هالة المادة المظلمة لهذه المجرة.
في آخر ستينات وأول سبعينات القرن الماضي، عملت فيرا روبين، رائدة الفضاء في قسم المغناطيسية الأرضية في معهد كارينجي في واشنطن، عملت مع المطياف البصري الحساس الجديد والذي يمكنه قياس سرعة المنحنى على حافة المجرات الحلزونية بدرجة أكبر من الدقة عن أي قياس حققناه من قبل. ومع الزميل كينت فورد، أعلنت روبين في اجتماع عام 1975 للجمعية الفلكية الأمريكية اكتشاف أن معظم النجوم في المجرات الحلزونية تدور بنفس السرعة تقريبا، وأن هذا ينطوي على أن كتل المجرة تكبر خطيًّا مع القطر بمعزل عن موقع معظم النجوم (انتفاخ المجرة). قدمت روبين نتائجها في ورقة بحثية مؤثرة عام 1980. اقترحت هذه النتائج أن قوانين الجاذبية النيوتنية لا تنطبق كونيًّا، أو أن، ما يصل إلى 50% من كتلة المجرات تحتوي عليه هالة المادة المجرية المظلمة النسبية. ثبتت صحة نتائج روبين خلال العقود المنصرمة، بالرغم من أنها قوبلت ببعض الريبة في البداية.
إذا افترضنا أن ميكانيكا نيوتن صحيحة، فإنه يلزم أن تكون معظم كتلة المجرة موجودة في انتفاخ المجرة بالقرب من المركز وأن النجوم والغاز في الجزء القرصي يجب أن تدور حول المركز بسرعات متناقصة مع المسافة القطرية من مركز المجرة.
لا ينطوي رصد منحنى دوران المجرات الحلزونية على ذلك. ولكن، المنحنيات لا تقل في الجذر التربيعي المعكوس المتوقع للعلاقة ولكنه «مسطح»؛ أي أنه خارج الانتفاخ المركزي ثابت تقريبا (الخط الصلب في الشكل 1). كما أنه من الملاحظ أن المجرات التي لها توزيع متساوي للمادة المضيئة تمتلك منحنى دوران يرتفع من المركز إلى الحافة، ومعظم المجرات ذات السطوع السطحي المنخفض لها نفس منحنى الدوران الشاذ.
ربما يمكن شرح منحنى الدوران بافتراض وجود كمية معتبرة من المادة المتخللة للمجرة خارج الانتفاخ المركزي والتي تشع الضوء بنسب الكتلة-إلى-الضوء للانتفاخ المركزي. سُميت المادة المسئولة عن الكتلة الإضافية «المادة المظلمة»، والتي اقتُرح وجودها للمرة الأولى في ثلاثينات القرن الماضي، واقترح وجودها يان أوت في قياساته عن ثوابت أوت وفريتز زفيكي في دراساته عن كتل التجمعات المجرية.
يُعتبر افتراض وجود المادة المظلمة الباردة سمة أساسية لنموذج لامبدا-سي دي إم حيث يصف علم الكونيات الخاص بالكون.

## الاستقصاءات الأخرى
تتصف ديناميكا الدوران الخاصة بالمجرات بموقعها في علاقة تولي-فيشر، والتي تُظهر أن السرعة الدورانية الخاصة بالمجرات الحلزونية تتربط بصورة فريدة بالسطوع الكامل. يُقاس السطوع البولومتري ثم تُقرأ علاقته بمعدل الدوران من موقعه على مخطط تولي-فيشر، وتُعتبر تلك الطريقة متسقة لتوقع السرعة الدورانية. على العكس، معرفة السرعة الدورانية للمجرة الحلزونية يمكِّننا من معرفة سطوعها. وبالتالي فإن مقدار دوران المجرة يرتبط بالكتلة المرئية للمجرة.
إن موائمة بيانات الانتفاخ والقرص وكثافة الهالة عملية معقدة، فمن الضروري تأطير المجرات الدائرة خلال هذه العلاقة. لذلك، فبينما يمكن مطابقة أحدث محاكاة كونية وبنائية للمادة المظلمة للمجرة مع المادة الباريونية الطبيعية، فلا يوجد شرح واضح لسبب وجود علاقة توسيع النطاق المرصودة. علاوة على ذلك، الاستقصاءات المفصلة لمنحنى دوران المجرات ذات السطوع السطحي المنخفض في التسعينات وموقعها على علاقة تولي-فيشر تظهر أن تلك المجرات تحتوي على مادة مظلمة بالضرورة، وهي ممتدة وأقل كثافة عن ذات السطوع السطحي المرتفع وبالتالي فإن السطوع السطحي يرتبط بخصائص الهالة. ربما تحمل تلك المجرات القزمة المهيمن عليها بالمادة المظلمة مفتاحًا لحل مشكلة تشكل البنية الخاصة بالمجرة القزمة.
وبصورة مهمة، يظهر تحليل الأجزاء الداخلية للمجرات ذات السطوع السطحي المنخفض والمرتفع أن شكل منحنى الدوران في مركز النظم المهيمن عليها بالمادة المظلمة يشير إلى مواصفات مختلفة عن بيان التوزيع المكاني للكتلة لنافارو-فرينك-وايت. المشكلة المدعوة مشكلة الهالة القرنية هي مشكلة مستمرة لنظرية المادة المظلمة الباردة. تُثار المحاكاة المتضمنة للتغذية الرجعية للطاقة النجمية في الوسط بين النجمي من أجل تغيير التوزيع المتوقع للمادة المظلمة في المناطق الداخلية للمجرات.

## اقرأ أيضا
- تجمع الطلقة
- أبل 520
- مجرة
- درب التبانة
- قرص مجرة
- هالة المجرة